# Josef Kumpán
Josef Kumpán (23. prosince 1885 Mladá Boleslav – 9. května 1961 Praha) byl český krajinářský a zahradní architekt, zasloužil se o rozvoj českého sadovnictví.

## Život
Narodil se do zahradnické rodiny, v Litoměřicích absolvoval nižší reálku, vyučil se v Eisenberských koniferových školkách v Jezeří a v letech 1904 až 1907 studoval na Vyšší ovocnicko-zahradnické škole v Lednici. Poté získával praxi ve Francii ve firmě Moser & Fils a v Německu u Jacoba Ochse. Po válce si už v Čechách otevřel vlastní projekční kancelář, nejdříve v Roudnici nad Labem, později se přesunul do Prahy.
Josef Kumpán vyprojektoval celou řadu vilových zahrad, zámeckých zahrad i veřejných parků, zejména v Praze a ve středních Čechách. Šlo např. o parky zámků Zbraslav a Lány, zahradu Na Valech na Pražském hradě, Fürstenberskou zahradu pod Pražským hradem a Růžový sad na Petříně. Dále různé veřejné sady, botanické zahrady či zahradní kolonie v Kolíně, Hradci Králové, Moravské Třebové, Třebíči nebo Zlíně. Ve své době byl nepochybně autorem nejvíce realizovaných návrhů veřejné zeleně v Československu.
Působil též veřejně. Byl členem Československé zemědělské akademie, Československé Národní společnosti zahradnické, Svazu spolků pro okrašlování a ochranu domoviny v Čechách, Dendrologické společnosti v Průhonicích i Deutsche Gartenkunst-Gesellschaft a Oestler Österreichische Gartenbau Gesellschaft. Publikoval díla Novodobá zahrada (1920), Před založením zahrady (1930), Zahradní besídky a jejich rostlinná výzdoba (1938) a Sadová úprava vesnice (1939), byl redaktorem časopisu Okrašlovací rádce a celou řadu příspěvků zveřejnil i v dalších odborných časopisech. Působil také jako zkušební komisař pro učitele vyšších zahradnických škol. Svým vlivem a odkazem Josef Kumpán patří mezi nejvýznamnější české zahradní architekty.

## Publikační činnost
- Novodobá zahrada (podtitul: Hlavní zásady při zakládání nebo přeměňování zahrad domácích), 1920, druhé přepracované vydání Novodobé zahrady vyšlo v roce 1938[3]
- Zahradní besídky a jejich rostlinná výzdoba, 1930
- Před založením zahrady, 1938
- Sadová úprava vesnice – zahrady na venkově, 1939